# Wiskitki (gromada)
Wiskitki – dawna gromada, czyli najmniejsza jednostka podziału terytorialnego Polskiej Rzeczypospolitej Ludowej w latach 1954–1972.
Gromady, z gromadzkimi radami narodowymi (GRN) jako organami władzy najniższego stopnia na wsi, funkcjonowały od reformy reorganizującej administrację wiejską przeprowadzonej jesienią 1954 do momentu ich zniesienia z dniem 1 stycznia 1973, tym samym wypierając organizację gminną w latach 1954–1972.
Gromadę Wiskitki z siedzibą GRN w Wiskitkach utworzono – jako jedną z 8759 gromad na obszarze Polski – w powiecie grodziskomazowieckim w woj. warszawskim, na mocy uchwały nr VI/10/4/54 WRN w Warszawie z dnia 5 października 1954. W skład jednostki weszły obszary dotychczasowych gromad Piotrowina, Sokule, Tomaszew i Wiskitki ze zniesionej gminy Żyrardów-Wiskitki oraz obszar dotychczasowej gromady Starowiskitki ze zniesionej gminy Guzów w tymże powiecie. Dla gromady ustalono 27 członków gromadzkiej rady narodowej.
29 lutego 1956 z gromady Wiskitki wyłączono parcelę Starowiskitki włączając ją do gromady Guzów w tymże powiecie.
1 stycznia 1959 z gromady Wiskitki wyłączono obszary miejscowości Piotrowina i Dobra Sokule oraz obszar lasów państwowych nadleśnictwa Skuły obejmujące kwartały 26 i 31 o łącznej powierzchni około 97 ha, włączając je do miasta Żyrardów (powiat miejski) w tymże województwie.
31 grudnia 1959 do gromady Wiskitki przyłączono obszar zniesionej gromady Kozłowice Nowe w tymże powiecie (bez wsi Grądy i Teklinów).
31 grudnia 1961 do gromady Wiskitki włączono wsie Nowy Drzewicz i Stary Drzewicz ze zniesionej gromady Oryszew w tymże powiecie.
1 stycznia 1969 do gromady Wiskitki włączono wsie Grądy, Henryszew i Teklin ze zniesionej gromady Międzyborów w tymże powiecie. Tego samego dnia z gromady Wiskitki wyłączono obszar leśny o powierzchni 195 ha, włączając go do gromady Korytów A w tymże powiecie.
Gromada przetrwała do końca 1972 roku, czyli do kolejnej reformy gminnej. 1 stycznia 1973 w powiecie grodziskomazowieckim utworzono obecną gminę Wiskitki (w latach 1870-1939 istniała co prawda gmina Wiskitki, lecz składała się z samych Wiskitek, natomiast istniejąca w latach 1940-54 gmina Żyrardów-Wiskitki miała swoją siedzibę w Żyrardowie).